# Georgiy Tabunşçik
Georgiy Tabunşçik (russisch Георгий Дмитриевич Табунщик Georgi Dmitrijewitsch Tabunschtschik; rumänisch Gheorghe Tabunșcic; * 1. August 1939 in Copceac, damals Rumänien) ist ein moldauischer Politiker. Er war von 1995 bis 1999 und noch einmal von 2002 bis 2006 Regierungschef („Başkan“) der Autonomen Republik Gagausien.

## Leben
Georgiy Tabunşçik ist ethnischer Gagause. Er ging in Taraclia zur Schule, machte zunächst ein Studium zum Agraringenieur in Chișinău, bevor er später Philosophie ebenfalls in Chișinău studierte. Er engagierte sich in der Kommunistischen Partei der Sowjetunion und stieg bis Ende der 1980er-Jahre in die höchsten Parteistrukturen der Moldauischen SSR auf. Von 1980 bis 1990 war er Abgeordneter im Obersten Sowjet Moldaus. 
1990 spaltete sich seine Heimatregion Gagausien faktisch von der Republik Moldau ab, konnte aber nach Aushandlung eines Autonomieabkommens Ende 1994 wieder in Moldau eingegliedert werden. Am 19. Juni 1995 wurde Tabunşçik zum Regierungschef („Başkan“) von Gagausien gewählt und bekleidete diese Position bis 1999, als er sein Amt an Dmitriy Kroytor abtrat. Von 2001 bis 2002 war er Abgeordneter im moldauischen Parlament. 
Im Jahr 2002 wurde Tabunşçik als Regierungschef Gagausiens wiedergewählt und blieb bis zum 29. Dezember 2006 im Amt. Bei der Wahl 2006 wurde er jedoch nur noch Drittplatzierter und übergab anschließend die Amtsgeschäfte an Mihail Formuzal.
| Personendaten    | Personendaten                           |
| ---------------- | --------------------------------------- |
| NAME             | Tabunşçik, Georgiy                      |
| ALTERNATIVNAMEN  | Табунщик, Георгий Дмитриевич (russisch) |
| KURZBESCHREIBUNG | moldauischer Politiker                  |
| GEBURTSDATUM     | 1. August 1939                          |
| GEBURTSORT       | Copceac, damals Rumänien                |